# سیدلر (اهر)
سیدلر یکی از روستاهای استان آذربایجان شرقی است که در دهستان قشلاق بخش مرکزی شهرستان اهر واقع شده‌است.این روستا ۷۳ نفر جمعیت دارد.